# Formule de Faà di Bruno
Pour les articles homonymes, voir Faà di Bruno (homonymie).
En mathématiques, et plus précisément en analyse, la formule de Faà di Bruno est une identité généralisant la règle de dérivation des fonctions composées au cas des dérivées d'ordre supérieur. Elle a été souvent attribuée au mathématicien italien François Faà di Bruno, en 1855, mais on en connaît des mentions plus anciennes,, la première étant sans doute due, en 1800, à Louis François Antoine Arbogast.

## La formule de dérivation de Faà di Bruno
La forme la plus connue de cette formule est sans doute
{\displaystyle {\frac {\mathrm {d} ^{n}}{\mathrm {d} x^{n}}}f(g(x))=\sum {\frac {n!}{m_{1}!\,1!^{m_{1}}\,m_{2}!\,2!^{m_{2}}\,\cdots \,m_{n}!\,n!^{m_{n}}}}f^{(m_{1}+\cdots +m_{n})}(g(x))\prod _{j=1}^{n}\left(g^{(j)}(x)\right)^{m_{j}},}
où la somme parcourt tous les n-uplets (m1, ..., mn) vérifiant la contrainte : {\displaystyle 1m_{1}+2m_{2}+3m_{3}+\cdots +nm_{n}=n.}
Pour pouvoir la retenir plus facilement, on l'énonce parfois
{\displaystyle {\frac {\mathrm {d} ^{n}}{\mathrm {d} x^{n}}}f(g(x))=\sum {\frac {n!}{m_{1}!\,m_{2}!\,\cdots \,m_{n}!}}f^{(m_{1}+\cdots +m_{n})}(g(x))\prod _{j=1}^{n}\left({\frac {g^{(j)}(x)}{j!}}\right)^{m_{j}},}
forme dans laquelle on reconnaît la composition des séries de Taylor, mais sous cette forme, l'interprétation combinatoire des coefficients discutée plus bas est plus difficile à percevoir.
Combinant les termes correspondant à la même valeur de m1 + m2 + ... + mn = k et remarquant que mj doit être nul pour j > n − k + 1, on arrive à une autre formule un peu plus simple, exprimée en fonction des polynômes de Bell Bn,k(x1,...,xn−k+1) :
{\displaystyle {\frac {\mathrm {d} ^{n}}{\mathrm {d} x^{n}}}f(g(x))=\sum _{k=1}^{n}f^{(k)}(g(x))B_{n,k}\left(g'(x),g''(x),\dots ,g^{(n-k+1)}(x)\right).}

## Forme combinatoire
La formule peut s'écrire sous la forme « combinatoire » suivante :
{\displaystyle {\frac {\mathrm {d} ^{n}}{\mathrm {d} x^{n}}}f(g(x))=(f\circ g)^{(n)}(x)=\sum _{\pi \in \Pi }f^{(\left|\pi \right|)}(g(x))\cdot \prod _{B\in \pi }g^{(\left|B\right|)}(x),} où
- π parcourt l'ensemble Π de toutes les partitions de l'ensemble { 1, ..., n },

- « B ∈ π » signifie que la variable B parcourt la liste de tous les blocs de la partition π, et

- |A| désigne le cardinal de l'ensemble A (et donc |π| est le nombre de blocs de la partition π, et |B| est la taille du bloc B).

## Explication sur un exemple
La forme combinatoire peut sembler inutilisable au premier abord, aussi nous allons montrer sur un cas concret à quoi elle ressemble :
{\displaystyle {\begin{aligned}(f\circ g)''''(x)&=f''''(g(x))g'(x)^{4}+6f'''(g(x))g''(x)g'(x)^{2}\\&{}\quad +\;3f''(g(x))g''(x)^{2}+4f''(g(x))g'''(x)g'(x)\\&{}\quad +\;f'(g(x))g''''(x).\end{aligned}}}
Quelle est la règle ?
{\displaystyle {\begin{aligned}g'(x)^{4}&&\longleftrightarrow &&1+1+1+1&&\longleftrightarrow &&f''''(g(x))&&\longleftrightarrow &\quad &1\\\\g''(x)g'(x)^{2}&&\longleftrightarrow &&2+1+1&&\longleftrightarrow &&f'''(g(x))&&\longleftrightarrow &&6\\\\g''(x)^{2}&&\longleftrightarrow &&2+2&&\longleftrightarrow &&f''(g(x))&&\longleftrightarrow &&3\\\\g'''(x)g'(x)&&\longleftrightarrow &&3+1&&\longleftrightarrow &&f''(g(x))&&\longleftrightarrow &&4\\\\g''''(x)&&\longleftrightarrow &&4&&\longleftrightarrow &&f'(g(x))&&\longleftrightarrow &&1\end{aligned}}}
Le facteur {\displaystyle g''(x)g'(x)^{2}}, par exemple, correspond à la partition 2 + 1 + 1 de l'entier 4 (puisque nous cherchons la dérivée d'ordre 4), et le facteur {\displaystyle f'''(g(x))} qui l'accompagne venant de ce qu'il y a trois termes dans cette partition ; enfin, le coefficient 6 résulte de ce qu'il y a exactement 6 partitions d'un ensemble à 4 éléments de la forme « une paire et deux singletons ».

## La combinatoire des coefficients de la formule
Les coefficients de Faà di Bruno  correspondant à ces comptes de partitions ont une forme explicite ; en effet, le nombre de partitions d'un entier n correspondant à la somme (la partition entière)
{\displaystyle \displaystyle n=\underbrace {1+\cdots +1} _{m_{1}}\,+\,\underbrace {2+\cdots +2} _{m_{2}}\,+\,\underbrace {3+\cdots +3} _{m_{3}}+\cdots }
est égal à
{\displaystyle {\frac {n!}{m_{1}!\,m_{2}!\,m_{3}!\,\cdots 1!^{m_{1}}\,2!^{m_{2}}\,3!^{m_{3}}\,\cdots }}.}
Ces coefficients apparaissent aussi dans les polynômes de Bell, utilisés dans l'étude des cumulants.

## Deux cas particuliers
Si {\displaystyle f(x)=\mathrm {e} ^{x}}, alors toutes les dérivées de f sont les mêmes, et sont facteurs communs de tous les termes de la formule. Quand g(x) est une fonction génératrice de cumulants, f(g(x)) est une fonction génératrice de moments, et le polynôme en les dérivées de g est le polynôme exprimant les moments en fonction des cumulants. Prenant {\displaystyle g(x)=-x^{2}}, on retrouve aussi de cette manière les polynômes d'Hermite.
Si {\displaystyle f(x)=1/x}, on a {\displaystyle f^{(n)}(x)=(-1)^{n}n!/x^{n+1}} ; on en déduit la formule suivante pour la dérivée n-ième de {\displaystyle 1/g} :
{\displaystyle (1/g)^{(n)}(x)={\frac {n!}{g^{n+1}(x)}}\sum {\frac {(-1)^{n-m_{0}}(n-m_{0})!}{\displaystyle \prod _{i=1}^{n}(i!)^{m_{i}}\;m_{i}!}}\prod _{i=0}^{n}\left(g^{(i)}(x)\right)^{m_{i}}}
où {\displaystyle m_{0}=m_{2}+2m_{3}+\dots +(n-1)m_{n}} est tel que : {\displaystyle n=m_{0}+m_{1}+\dots +m_{n}=m_{1}+2m_{2}+\dots +nm_{n}}.

## Une version à plusieurs variables
Soit y = g(x1, ..., xn). Alors l'identité suivante est vraie, que les n variables soient distinctes, ou identiques, ou partitionnées en classes de variables indiscernables (l'exemple concret ci-dessous devrait rendre cela clair) :
{\displaystyle {\frac {\partial ^{n}}{\partial x_{1}\cdots \partial x_{n}}}f(y)=\sum _{\pi \in \Pi }f^{(\left|\pi \right|)}(y)\cdot \prod _{B\in \pi }{\frac {\partial ^{\left|B\right|}y}{\prod _{j\in B}\partial x_{j}}}},
où, comme précédemment, π parcourt l'ensemble Π de toutes les partitions de { 1, ..., n }, B ∈ π signifie que B parcourt les blocs de la partition π, et |A| est le cardinal de l'ensemble A. Une généralisation supplémentaire, correspondant au cas où Y est une variable vectorielle, est due à Tsoy-Wo Ma.

### Exemple
Les cinq termes de l'expression suivante correspondent aux cinq partitions de l'ensemble {1, 2, 3}, et dans chaque cas l'ordre de la dérivée de f est le nombre de sous-ensembles de la partition :
{\displaystyle {\begin{aligned}{\frac {\partial ^{3}}{\partial x_{1}\,\partial x_{2}\,\partial x_{3}}}f(y)=&f'(y){\frac {\partial ^{3}y}{\partial x_{1}\,\partial x_{2}\,\partial x_{3}}}\\&{}+f''(y)\left({\frac {\partial y}{\partial x_{1}}}\cdot {\frac {\partial ^{2}y}{\partial x_{2}\,\partial x_{3}}}+{\frac {\partial y}{\partial x_{2}}}\cdot {\frac {\partial ^{2}y}{\partial x_{1}\,\partial x_{3}}}+{\frac {\partial y}{\partial x_{3}}}\cdot {\frac {\partial ^{2}y}{\partial x_{1}\,\partial x_{2}}}\right)\\{}&+f'''(y){\frac {\partial y}{\partial x_{1}}}\cdot {\frac {\partial y}{\partial x_{2}}}\cdot {\frac {\partial y}{\partial x_{3}}}.\end{aligned}}}
Si les trois variables sont identiques, les trois facteurs de {\displaystyle f''(y)} le sont aussi, et l'on retrouve alors la formule classique à une seule variable.

## Une version concernant les séries formelles
En posant
{\displaystyle f(x)=\sum _{n=0}^{\infty }f_{n}{\frac {x^{n}}{n!}}} (avec {\displaystyle f_{0}=f(0)} quelconque)
{\displaystyle g(x)=\sum _{n=1}^{\infty }g_{n}{\frac {x^{n}}{n!}}} (avec donc {\displaystyle g_{0}=g(0)=0})
{\displaystyle f(g(x))=h(x)=\sum _{n=0}^{\infty }h_{n}{\frac {x^{n}}{n!}}}
alors le coefficient hn (qui est la dérivée formelle n-ième en 0 de la série formelle h) est donné par
{\displaystyle h_{n}=\sum _{\pi =\left\{B_{1},\,\dots ,\,B_{k}\right\}}f_{k}g_{\left|B_{1}\right|}\cdots g_{\left|B_{k}\right|}}
avec les mêmes conventions que précédemment : π parcourt l'ensemble des partitions de l'ensemble {1, ..., n}, B1,..., Bk sont les blocs de la partition π, et |Bj| est le nombre d'éléments du j-ème bloc pour j = 1,..., k.
Cette version de la formule est particulièrement bien adaptée aux méthodes de l'analyse combinatoire.
Elle se réécrit
{\displaystyle h_{n}=\sum _{k=0}^{n}f_{k}B_{n,k}(g_{1},\dots ,g_{n-k+1})}
où les Bn,k(g1, ..., gn−k+1) sont des polynômes de Bell.
Ainsi, avec {\displaystyle f(x)={\frac {x^{k}}{k!}}}, on obtient
{\displaystyle {\frac {1}{k!}}\left(\sum _{n=1}^{\infty }a_{n}{\frac {x^{n}}{n!}}\right)^{k}=\sum _{n=k}^{\infty }B_{n,k}(a_{1},\dots ,a_{n-k+1}){\frac {x^{n}}{n!}}}